# Tupinambás de Olivença

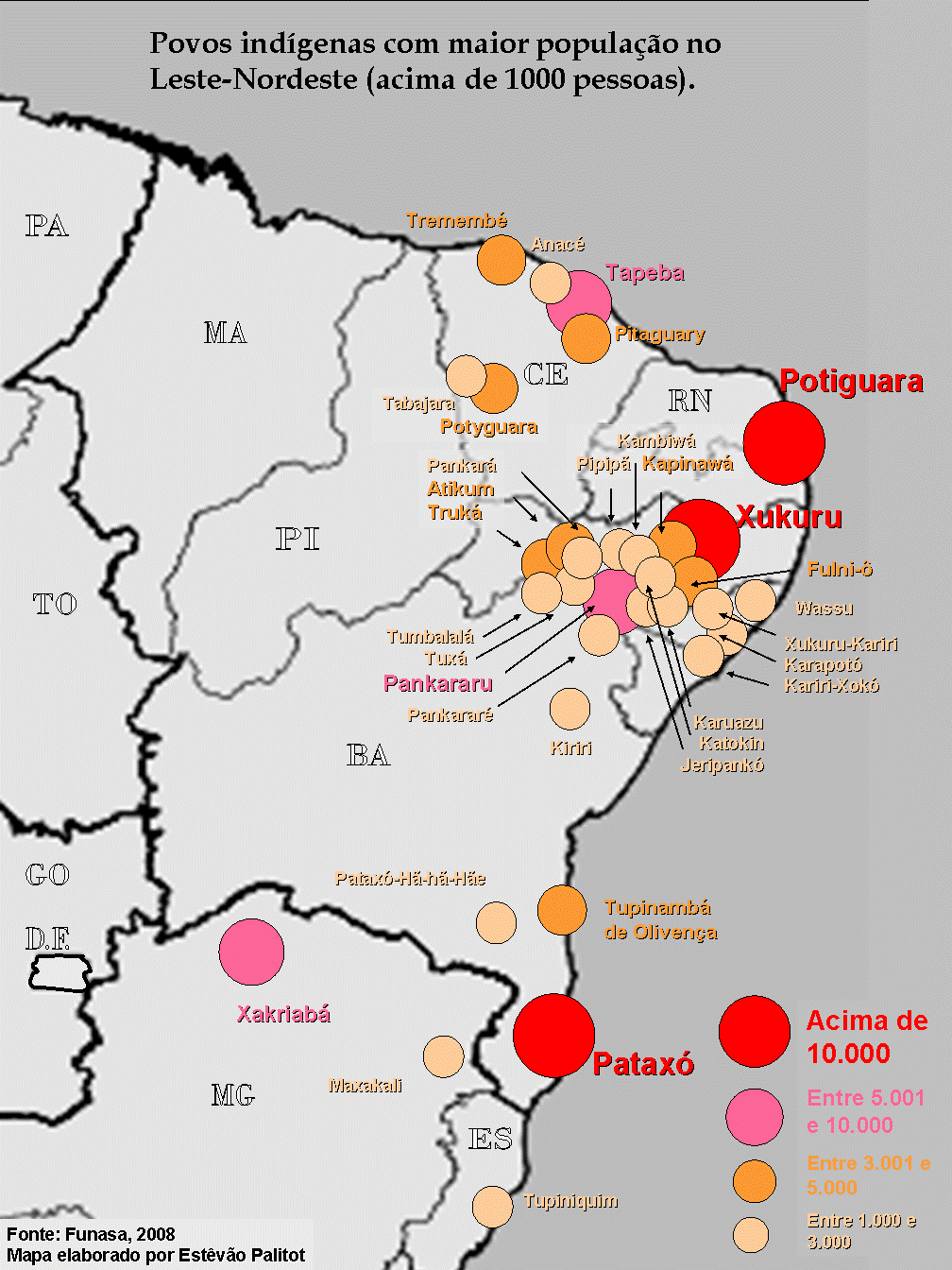
Indigene Verteilung

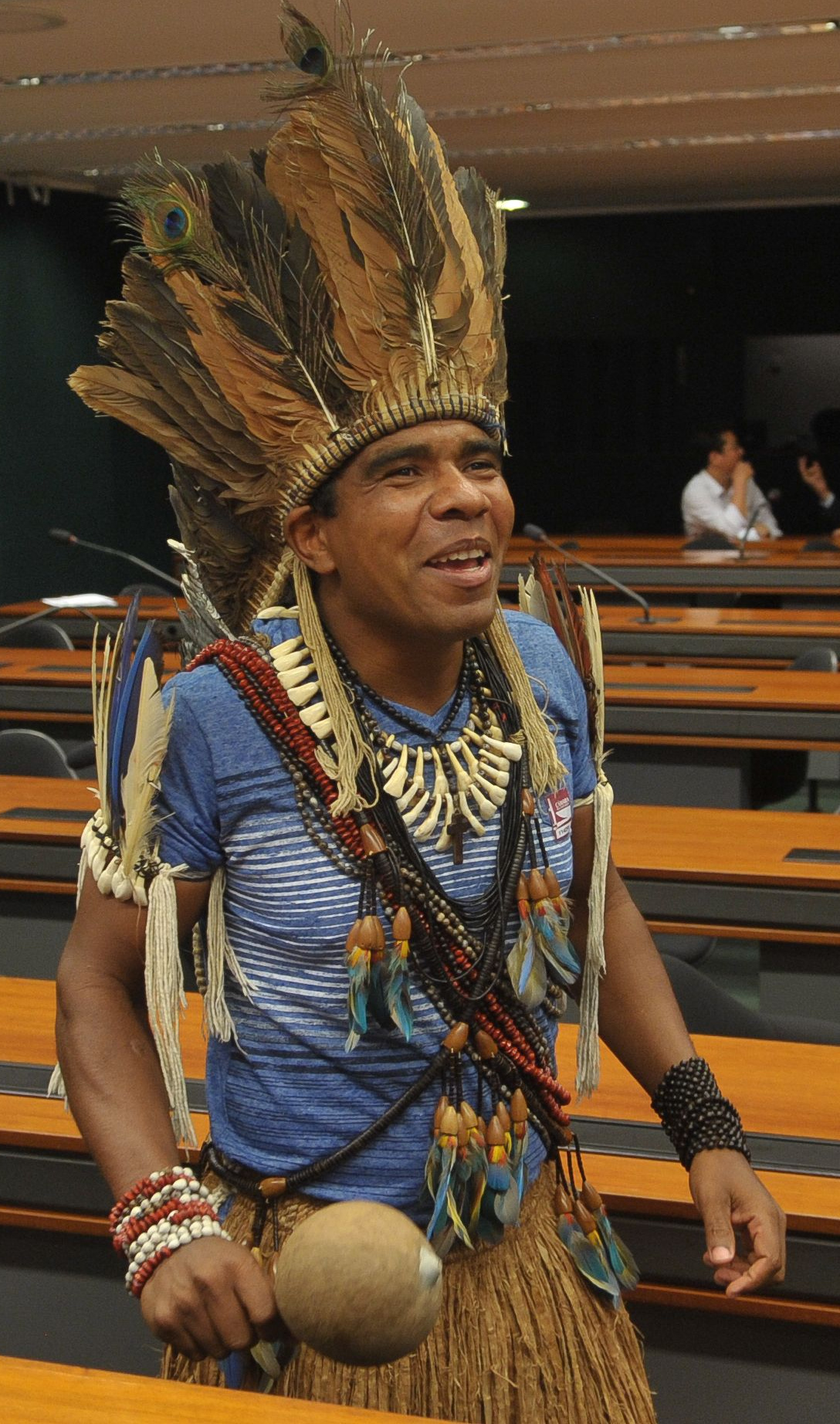
Kazike Babau Tupinambá

Die Tupinambás de Olivença sind ein indigenes Volk, das südlich von Ilhéus im Distrikt Olivença im Süden des brasilianischen Bundesstaats Bahia lebt.
2014 zählten zu der Ethnie 4669 Personen.
Die Tupi besiedelten bei der Ankunft der Portugiesen in Brasilien den Großteil der Atlantikküste. Die Tupinambás de Olivença beziehen sich mit ihrem Namen sozial, kulturell und historisch auf ebendiese ursprüngliche Besiedlung der Region vor der Kolonialisierung durch die Tupinambás. Heute sprechen alle Einwohner der Gemeinden Portugiesisch. Ihr Siedlungsgebiet ist die Terra Indígena Tupinambá de Olivença. Das 47.000 Hektar große Terra Indígena verteilt sich zu rund 65 % auf die Gemeinde Ilhéus, zu rund 13 % auf Buerarema und zu rund 22 % auf Una. Das Biom des Lebensraums gehört zur Mata Atlântica (Atlantischer Regenwald).
Das Selbstbestimmungsrecht der Tupinambás de Olivença wird immer wieder von Politikern und Privatleuten in Frage gestellt. Die Tupinambás de Olivença werden regelmäßig mit bürokratischen und rechtlichen Angriffen konfrontiert.
In der zweiten Hälfte des 20. Jahrhunderts wuchs der Druck auf die indigene Bevölkerung rund um Olivença aufgrund des Kakaobooms, der viele Investoren in die Region zog. Dies führte dazu, dass die Menschen sich immer weiter in den Wald zurückziehen mussten und kaum noch Zugang zu Wasser und Land hatten.
Auf Grundlage der neuen Verfassung von 1988 bemühten sich die Indigenen um eine rechtliche Anerkennung. Seit 2001 sind sie von der Indigenenbehörde FUNAI als Ethnie anerkannt und die erste Phase des Demarkierungsprozesses wurde 2009 abgeschlossen.
Um ihre Rechte durchzusetzen, führten die Indigenen mehrere retomadas durch. Als retomadas werden Landbesetzungen bezeichnet, bei denen Indigene sich ihr angestammtes Land zurücknehmen, indem sie es besetzen. Dies führte zu zahlreichen Auseinandersetzungen mit den Großgrundbesitzern, die das Land für sich beanspruchen. Mehrmals wurde die Gemeinde von der Bundespolizei besetzt. Der Anführer Cacique Babau und zwei weitere Brüder wurde 2010 von der Bundespolizei über mehrere Monate inhaftiert, bis ein Richter die Anklagen als unbegründet abwies und die Angeklagten in ein Schutzprogramm für Menschenrechtsverteidiger eingliederte.
Mitglieder der Gemeinde sehen sich weiterhin mit offenen Drohungen konfrontiert und sind dadurch ständig in ihrem Alltag eingeschränkt. Insbesondere der Diskurs der seit Januar 2019 bestehenden Regierung unter Präsident Jair Bolsonaro setzt die Indigenen weiter unter Druck, weil er Gewalt gegen Indigene legitimiert.
Ein bedeutender indigener Führer ist der Kazike Babau Tupinambá.